# CR Vasco da Gama
Vasco da Gama, offiziell Club de Regatas Vasco da Gama, oft auch nur Vasco genannt, ist einer der erfolgreichsten Fußballvereine aus der brasilianischen Metropole Rio de Janeiro.

## Geschichte
Der Club de Regatas Vasco da Gama („Ruderklub Vasco da Gama“) wurde am 21. August 1898 durch portugiesische Einwanderer gegründet. Rudern war zu dieser Zeit die wichtigste Sportart in Rio de Janeiro. Inspiriert durch die Feierlichkeiten zum 400. Jahrestag der Entdeckung des Seeweges von Europa nach Indien durch Vasco da Gama, beschlossen die Gründer, den Verein nach dem portugiesischen Seefahrer zu benennen.
Entscheidend für die Entwicklung des Fußballs war Raul Campos. Der Portugiese trat 1913 in den Klub ein und war für die Gründung der Fußballabteilung verantwortlich, welche am 5. November 1915 ins Leben gerufen wurde. Ab 1916 war Campos Präsident des Klubs und Vasco wurde 1917 Gründungsmitglied der Liga Metropolitana de Desportos Terrestres (LMDT). Die Liga organisierte die Austragung der Staatsmeisterschaft von Rio de Janeiro. Vascos Team bestand hauptsächlich aus armen Spieler und welchen mit schwarzer Hautfarbe, welches beides zur damaligen Zeit unüblich war.
1919 sah sich die von Vasco aufgestellte Mannschaft, mit Hindernissen konfrontiert, welche einen Spielbetrieb verhinderten. Die Liga hatte eine Regelung erlassen, welche Analphabeten die Teilnahme an der Meisterschaft untersagte. Mithilfe des Mitarbeiters und Bibliothekars der Custódio Moura, konnten die Athleten das Lesen und Schreiben der notwendigen Daten erlernen, um weiterspielen zu können. 1922 gewann Vasco die Série B der Staatsmeisterschaft und durfte 1923 erstmals in der obersten Liga antreten. Unter der Führung des Uruguayers Ramón Platero gewann die Mannschaft 1923 elf Spiele, bestritt zwei unentschieden und verlor nur eines. Die hervorragende Saison führte zum Meistertitel in der ersten Liga.
Ein Jahr nach dem Gewinn der Trophäe befand sich der Verein in einer weiteren komplizierten Situation. Rivalen schlossen sich zusammen, um einen neuen Verband als Alternative zur LMDT zu gründen, die Associação Metropolitana de Esportes Athleticos (AMEA). Als amtierender Meister wurde Vasco eingeladen, allerdings mit einer Einschränkung. Er sollte zwölf seiner Spieler aus dem Kader ausschließen – Schwarze und Angehörige der unteren Klassen –, weil sie „nicht über angemessene soziale Bedingungen für das Sportleben“ verfügten. Am 7. April 1924 verfasste und unterzeichnete der damalige Präsident José Augusto Prestes die Antwort, in der er die Zugehörigkeit zur AMEA aufgab und der Erhaltung der Sportler Priorität einräumte. In der Saison gewann Vasco dann erneut die Meisterschaft, wobei eingeschränkt festgehalten werden muss, dass alle großen Klubs aus Rio in der AMEA antraten. Zur Staatsmeisterschaft 1925 erhielt Vasco wieder eine Einladung der AMEA, dieses Mal ohne Einschränkungen. Vasco nahm diese an. Der heutige Verband von Rio de Janeiro, der FERJ erkennt nur die AMEA-Meisterschaften ab 1925 an.
Mitte 1931 bereiste Vasco, dessen Mannschaft durch vier Spieler des Botafogo FR verstärkt war, Spanien und Portugal – die erst zweite Europareise eines brasilianischen Vereins nach der des CA Paulistano von 1925. In zwölf Spielen, unter anderem gegen den FC Barcelona, FC Porto, SL Benfica und Sporting Lissabon, gewann die von Harry Welfare trainierte Mannschaft von Vasco dabei achtmal.
1942 wurde Francisco „Chico“ Aramburu von Vasco da Gama verpflichtet. Zeitgleich mit Chico nahm auch der uruguayische Erfolgstrainer Ondino Viera, der bereits mit dem argentinischen Club River Plate und Flamengo fünf Meisterschaften gewonnen hatte, seine Tätigkeit beim Klub auf. Dieser führte nicht nur die seither typisch gewordene diagonale Schärpe – inspiriert von River Plate – auf den Trikots von Vasco ein, sondern brachte auch taktische Innovationen ein. Auch der ehemalige Boxer Mário Américo schloss sich 1942 Vasco da Gama als Masseur und physischer Betreuer an – er sollte ab 1950 die Nationalmannschaft über sieben Weltmeisterschaften hinweg als physischer Betreuer begleiten und als Faktotum selbst weltweite Berühmtheit erlangen.
Bis 1945 gelang es Ondino Viera, eine leistungsstarke Mannschaft zusammenzustellen, die keinen Vergleich zu scheuen hatte und dem Klub ungeschlagen die sechste Staatsmeisterschaft der Vereinsgeschichte eroberte. Der Expresso da Vitória („Sieges-Express“), als welcher die Mannschaft der Jahre 1945 bis 1952 in die Geschichte einging, profitierte dabei vor allem von seiner Sturmreihe Ademir, Torschützenkönig Lelé, Isaías, Jair da Rosa Pinto und Chico.
Am Ende der Saison 2008 stieg der Verein erstmals in der Ligageschichte aus der höchsten Liga ab, um ein Jahr später als Erstplatzierter der Série B wieder in die Série A zurückzukehren. 2013 erfolgte wieder der Abstieg in die Série B. Dem direkten Wiederaufstieg folgten Abstieg 2015 und Aufstieg 2016. Bis 2020 spielte der Verein in der ersten Liga, dann folgte der Abstieg in die Série B. In der Série B 2022 erreichte der Klub den vierten Platz und damit den Wiederaufstieg in die Série A.

## Rivalitäten
Die Lokalrivalen sind Fluminense Rio de Janeiro, Botafogo FR und Flamengo Rio de Janeiro, wobei zu Flamengo die größte Rivalität (Clássico dos Milhões) besteht. Die Spiele zwischen Vasco und Fluminense werden Clássico dos Gigantes genannt.

## Stadion
1925 wurde durch Spenden im Stadtteil São Cristóvão ein Grundstück im Hafengebiet erworben. Am 21. April 1927, zehn Monate nach Beginn der Arbeiten, fand das erste Spiel im Estádio São Januário statt, eine 5:3-Niederlage gegen den FC Santos.
Heute hat das São Januário eine Kapazität von 31.000 Plätzen. Manche Spiele werden aber im Maracanã (73.531 Zuseher) ausgetragen.

## Erfolge
International:
- Copa Libertadores: 1998
- Campeonato Sudamericano de Campeones: 1948 1
- Copa Mercosur: 2000

National:
- Meister von Brasilien: 1974, 1989, 1997, 2000 1
- Copa do Brasil: 2011

- Série B: 2009
- Torneio Rio-São Paulo: 1958, 1966 (geteilt mit drei Klubs), 1999

Bundesstaat:
- Staatsmeisterschaft von Rio de Janeiro (23×): 1923, 1924, 1929, 1934, 1936, 1945, 1947, 1949, 1950, 1952, 1958, 1970, 1977, 1982, 1987, 1988, 1992, 1993, 1994, 1998, 2003, 2015, 2016
- Staatspokal von Rio de Janeiro: 1992, 1993
- Taça Guanabara: 1965, 1976, 1977, 1986, 1987, 1990, 1992, 1994, 1998, 2000, 2003, 2016, 2019
- Taça Rio: 1984, 1988, 1992, 1993, 1998, 1999, 2001, 2003, 2004, 2017, 2021

Beachsoccer
- Mundialito de Clubes: 2011

## Aktueller Kader
Stand: 22. Juli 2024
| Nr. |             | Position | Name                |
| --- | ----------- | -------- | ------------------- |
| 1   | Brasilien   | TW       | Léo Jardim          |
| 2   | Uruguay     | AB       | José Luis Rodríguez |
| 3   | Brasilien   | AB       | Léo                 |
| 4   | Brasilien   | AB       | Maicon              |
| 5   | Brasilien   | MF       | Souza               |
| 6   | Italien     | AB       | Lucas Piton         |
| 7   | Brasilien   | ST       | David               |
| 8   | Brasilien   | MF       | Jair                |
| 9   | Brasilien   | ST       | Clayton             |
| 10  | Frankreich  | MF       | Dimitri Payet       |
| 11  | Brasilien   | MF       | Philippe Coutinho   |
| 12  | Brasilien   | AB       | Victor Luís         |
| 13  | Brasilien   | TW       | Keiller             |
| 14  | Brasilien   | MF       | Guilherme Estrella  |
| 16  | Brasilien   | ST       | Erick Marcus        |
| 17  | Kolumbien   | ST       | Emerson Rodríguez   |
| 18  | Brasilien   | MF       | Paulinho Paula      |
| 20  | Argentinien | MF       | Juan Sforza         |

| Nr. |             | Position | Name            |
| --- | ----------- | -------- | --------------- |
| 21  | Brasilien   | MF       | Praxedes        |
| 23  | Brasilien   | MF       | Zé Gabriel      |
| 25  | Brasilien   | MF       | Hugo Moura      |
| 27  | Chile       | MF       | Pablo Galdames  |
| 28  | Brasilien   | ST       | Adson           |
| 31  | Brasilien   | ST       | Rossi           |
| 32  | Paraguay    | AB       | Robert Rojas    |
| 37  | Brasilien   | TW       | Pablo           |
| 38  | Brasilien   | AB       | João Victor     |
| 66  | Brasilien   | AB       | Leandrinho      |
| 70  | Brasilien   | ST       | Serginho        |
| 77  | Brasilien   | ST       | Rayan           |
| 85  | Brasilien   | MF       | Mateus Carvalho |
| 90  | Brasilien   | ST       | Alex Teixeira   |
| 96  | Brasilien   | AB       | Paulo Henrique  |
| 98  | Brasilien   | MF       | JP              |
| 99  | Argentinien | ST       | Pablo Vegetti   |

## Platzierungen in der Brasilianischen Fußball-Meisterschaft
| Saison | Platz | Saison | Platz | Saison | Platz | Saison | Platz | Saison | Platz | Saison | Platz |
| ------ | ----- | ------ | ----- | ------ | ----- | ------ | ----- | ------ | ----- | ------ | ----- |
| 1971   | 10    | 1981   | 5     | 1991   | 11    | 2001   | 11    | 2011   | 2     | 2021   | 10 3  |
| 1972   | 5     | 1982   | 9     | 1992   | 3     | 2002   | 15    | 2012   | 5     | 2022   | 04 3  |
| 1973   | 13    | 1983   | 5     | 1993   | 11    | 2003   | 17    | 2013   | 18    | 2023   | 15    |
| 1974   | 1     | 1984   | 2     | 1994   | 13    | 2004   | 16    | 2014   | 3     | 2024   | 15    |
| 1975   | 19    | 1985   | 9     | 1995   | 20    | 2005   | 12    | 2015   | 18    |        |       |
| 1976   | 7     | 1986   | 9     | 1996   | 18    | 2006   | 6     | 2016   | 3     |        |       |
| 1977   | 5     | 1987   | 10 1  | 1997   | 1     | 2007   | 10    | 2017   | 7     |        |       |
| 1978   | 3     | 1988   | 5     | 1998   | 10    | 2008   | 18    | 2018   | 16    |        |       |
| 1979   | 2     | 1989   | 1     | 1999   | 5     | 2009   | 1 3   | 2019   | 12    |        |       |
| 1980   | 5     | 1990   | 14    | 2000   | 1 2   | 2010   | 11    | 2020   | 17    |        |       |

## Erfolgreichste Torschützen
| Spieler              | Tore           | Spiele         | Periode                  |
| Tore insgesamt       | Tore insgesamt | Tore insgesamt | Tore insgesamt           |
| -------------------- | -------------- | -------------- | ------------------------ |
| Roberto Dinamite     | 698            | 1110           | 1971–1993                |
| Romário              | 322            | 400            | 1985–1988 2000–2001 2005 |
| Ademir de Menezes    | 301            | 429            | 1942–1945 1948–1956      |
| Pinga                | 250            | 466            | 1953–1962                |
| Russinho             | 225            | 413            | 1944–1954                |
| Tore in einer Saison |                |                |                          |
| Romário              | 65             |                | 2000                     |
| Roberto Dinamite     | 61             |                | 1981                     |

## Ehemalige Spieler
- Ademir de Menezes
- Alex
- Amaral
- Amarildo
- Sonny Anderson
- Moacyr Barbosa
- Bebeto
- Bellini
- Breno
- Brito
- Roberto Dinamite
- Dirceu
- Dunga
- Edílson
- Fausto
- Felipe
- Friaça
- Gilberto
- Ipojucan
- Émerson Leão
- Joel Santana
- Juninho Pernambucano
- Leônidas da Silva
- Marco Antônio
- Mazinho
- Philippe Coutinho
- Pinga
- Edmundo
- Romário
- Sabará
- Tita
- Tostão
- Vavá

## Trainer (unvollständig)
| Name des Trainers        | Zeitraum  | Bemerkung |
| ------------------------ | --------- | --- |
| Ramón Platero            | 1922–1927 | - 1923: Campeonato Carioca - 1924: Campeonato Carioca                                                                    |
| Henry Welfare            | 1927–1937 | - 1929: Campeonato Carioca - 1934: Campeonato Carioca - 1936: Campeonato Carioca                                         |
| Floriano Peixoto         | 1937      | |
| Carlos Scarone           | 1937      | |
| Edgar Noronha de Freitas | 1938      | |
| Ramon Platero            | 1938      | |
| Gentil Cardoso           | 1938–1939 | |
| Henry Welfare            | 1940      | |
| Telemaco Frazão de Lima  | 1941      | |
| Ondino Viera             | 1942–1945 | 1945: Campeonato Carioca                                                                                                 |
| Ernesto Santos           | 1946      | |
| Flávio Costa             | 1947–1950 | - 1946: Campeonato Carioca - 1948: Copa de Campeones Sudamericanos - 1949: Campeonato Carioca - 1950: Campeonato Carioca |
| Filpo Nunes              | 1960      | |
| Abel Picabea             | 1960      | |
| Mário Zagallo            | 1980–1981 | |
| Antônio Lopes            | 1981–1983 | |
| Gaúcho                   | 1983      | |
| Antônio Lopes            | 1985–1986 | |
| Joel Santana             | 1986–1987 | |
| Sebastião Lazaroni       | 1987–1988 | |
| Ademar Braga             | 1990      | für ein Spiel als Interimstrainer                                                                                        |
| Mário Zagallo            | 1990–1991 | |
| Antônio Lopes            | 1991      | |
| Joel Santana             | 1992–1993 | |
| Sebastião Lazaroni       | 1994      | |
| Antônio Lopes            | 1997–2000 | |
| Joel Santana             | 2000–2001 | |
| Paulo César Gusmão       | 2001      | |
| Evaristo de Macedo       | 2002      | |
| Antônio Lopes            | 2002–2003 | - 2003: Taça Guanabara - 2003: Campeonato Carioca - 2003: Taça Rio                                                       |
| Mauro Galvão             | 2003      | |
| Geninho                  | 2003–2004 | 2004: Taça Rio |
| Joel Santana             | 2005      | |
| Dário Lourenço           | 2005–2007 | |
| Renato Gaúcho            | 2005–2007 | |
| Celso Roth               | 2007      | |
| Romário                  | 2007      | |
| Valdir Espinosa          | 2007      | |
| Romário                  | 2007–2008 | |
| Alfredo Sampaio          | 2008      | |
| Antônio Lopes            | 2008      | |
| Tita                     | 2008      | |
| Renato Gaúcho            | 2008      | |
| Dorival Júnior           | 2009      | 2009: Campeonato Brasileiro de Futebol – Série B                                                                         |
| Vagner Mancini           | 2009–2010 | |
| Gaúcho                   | 2010      | Interimstrainer? |
| Celso Roth               | 2010      | 5 Spiele im Amt |
| Paulo César Gusmão       | 2010      | |

## Weitere Sportarten
Der Sportverein CR Vasco da Gama ist neben Fußball in vielen Sportarten aktiv, unter anderem stammt der Basketball-Spieler Nenê aus dem Klub. Die Olympiaqualifikation 2004 der Männer im Wasserball fand in dem direkt am Stadion gelegenen Freibad des Vereins statt.